# Gettysburgi beszéd

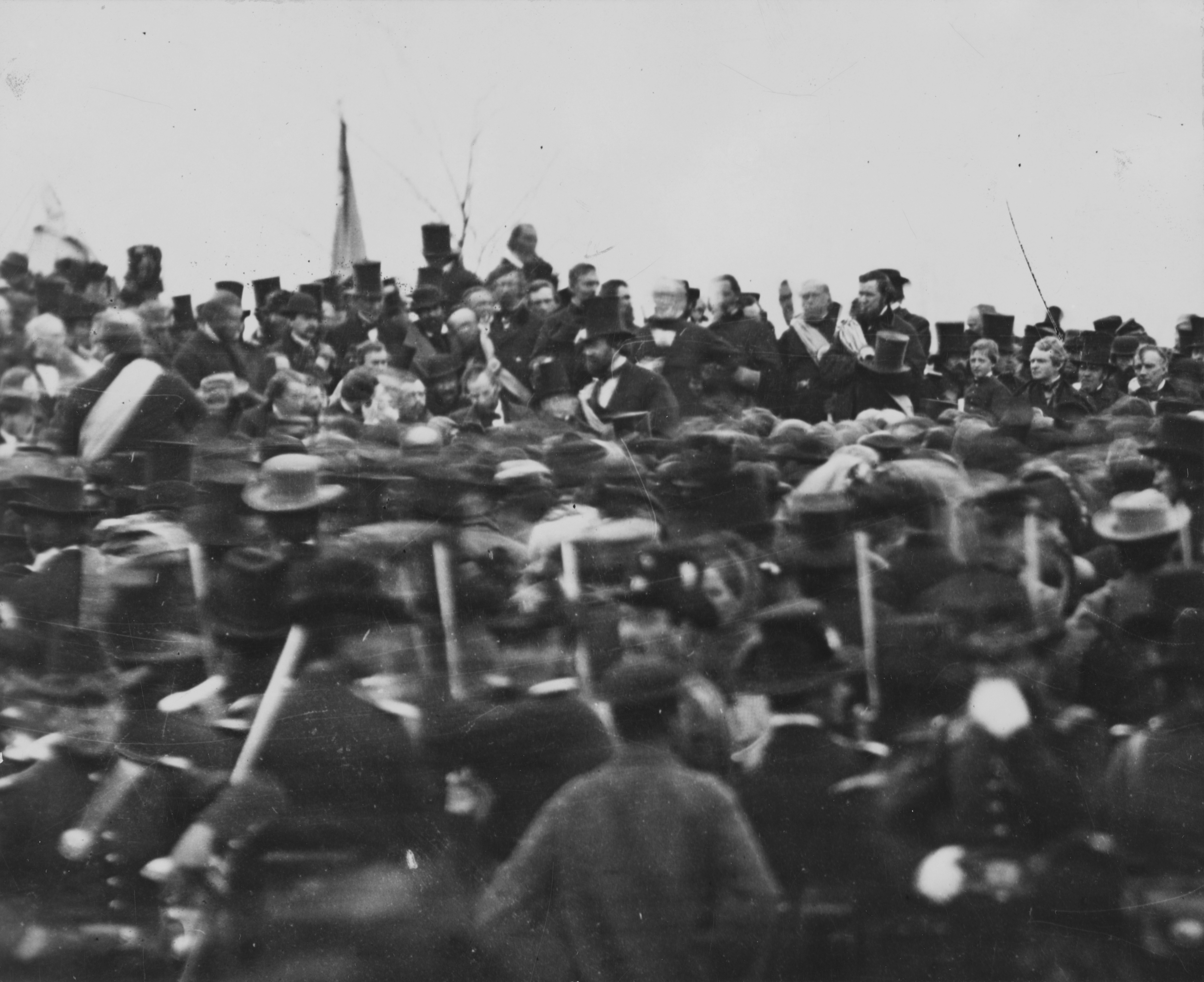
Lincoln szónoklatáról készült fénykép (Lincoln szépiával kiemelve)

A gettysburgi beszéd Abraham Lincoln amerikai elnöknek a pennsylvaniai Gettysburg melletti csatamezőn 1863. november 19-én elmondott szónoklata. A mindössze 273 szóból álló szöveget az amerikai történelem egyik legjobb beszédének tartják, és fontosságát mutatja, hogy ma is gyakran idézik a zárómondatát.

## Előzmények
Az amerikai polgárháború harmadik évében, 1863. július 1-3. között, a pennsylvaniai Gettysburg mellett megütközött egymással a Konföderáció Robert E. Lee tábornok vezette hadserege és a George G. Meade parancsnoksága alatt harcoló északi Potomac hadsereg. A csata a déliek súlyos vereségével végződött, de mindkét oldalon hatalmas volt az emberveszteség. Lee hadseregének több mint harmada, 28 000 ember harcképtelenné vált (meghalt, megsebesült vagy eltűnt), és a győztes északi oldal is 23 000 fős veszteséget szenvedett.
A csata után egy David Wills nevű helyi ügyvéd kezdeményezte, hogy létesüljön nemzeti sírkert a csatatéren az elesett katonák emlékére. A temető felavatási ünnepségére Edward Everett volt szenátort és volt külügyminisztert, a kor egyik legnevesebb szónokát hívták meg megnyitó beszédet tartani. Néhány héttel a rendezvény előtt Wills felkérte Lincoln elnököt is, hogy jöjjön el és mondjon néhány szót az avatáson. Lincoln elfogadta a meghívást.

## A beszéd szövege
„Four score and seven years ago our fathers brought forth on this continent, a new nation, conceived in Liberty, and dedicated to the proposition that all men are created equal.
Now we are engaged in a great civil war, testing whether that nation, or any nation so conceived and so dedicated, can long endure. We are met on a great battle-field of that war. We have come to dedicate a portion of that field, as a final resting place for those who here gave their lives that that nation might live. It is altogether fitting and proper that we should do this.
But, in a larger sense, we can not dedicate -- we can not consecrate -- we can not hallow -- this ground. The brave men, living and dead, who struggled here, have consecrated it, far above our poor power to add or detract. The world will little note, nor long remember what we say here, but it can never forget what they did here. It is for us the living, rather, to be dedicated here to the unfinished work which they who fought here have thus far so nobly advanced. It is rather for us to be here dedicated to the great task remaining before us -- that from these honored dead we take increased devotion to that cause for which they gave the last full measure of devotion -- that we here highly resolve that these dead shall not have died in vain -- that this nation, under God, shall have a new birth of freedom -- and that government of the people, by the people, for the people, shall not perish from the earth.”

## Magyarul
„Nyolcvanhét évvel ezelőtt atyáink ezen a földrészen új nemzetet alapítottak, amely a Szabadságtól fogant, és abban a gondolatban jött létre, hogy minden ember egyenlő.
Most pusztító polgárháborút vívunk, amely próbája annak, hogy fennmaradhat-e az a nemzet, amely így fogant és így jött létre. E háború döntő csataterén gyűltünk ma össze. Azért jöttünk ide, hogy ezen a harcmezőn felavassuk azoknak a végső nyugvóhelyét, akik ehelyt az életüket adták, hogy a nemzet tovább élhessen. Ezt kívánja a tisztesség és a jóérzés.
De valójában nem a mi tisztünk, hogy felavassuk, felszenteljük, megáldjuk ezt a földet. A bátrak – élők és holtak –, akik itt harcoltak, felszentelték már helyettünk, s mi ehhez hozzáadni vagy ebből elvenni nem tudunk. A világ aligha fog arról tudomást venni vagy arra emlékezni, amit itt ma elmondunk, de amit ők itt megtettek, az sohasem fog feledésbe merülni. Nekünk, az élőknek ezért az a dolgunk, hogy folytassuk a munkát, amelyet az itt elesettek oly nemes lelkesedéssel vittek előre. Az a dolgunk, hogy véghezvigyük az előttünk álló hatalmas feladatot, hogy az itt nyugvók példája növelje elhivatottságunkat az iránt az ügy iránt, amelyért ők meghozták életük végső, legteljesebb áldozatát, és hogy szentül fogadjuk: a holtak halála nem volt hiábavaló, nemzetünkben Isten segítségével újjászületik a szabadság, és a néptől, a nép által, a népért való hatalom soha el nem tűnik a föld színéről.”

## Megjegyzés
Lincoln valószínűleg merített Kossuth Lajostól, aki 1852 februárjában tartott beszédet Ohio állam parlamentjében: „The spirit of our age is Democracy. All for the people, and all by the people. Nothing about the people without the people – That is Democracy! […]” („Korunk szelleme a Demokrácia. Mindent a népért, és mindent általa. Semmit a népről a nép nélkül – Ez a Demokrácia.”)